# Gottfried Gustav von Möller
Gottfried Gustav Möller, seit 1814 von Möller (* 23. Juni 1803 in Greifswald; † 27. Februar 1868 in Breslau) war ein deutscher Richter und Appellationsgerichtspräsident.
Gottfried Gustav von Möller war der Sohn des 1814 geadelten Juristen Gustav von Möller (1770–1847) und der Carolina von Vahl (1781–1858). Er studierte an den Universitäten Greifswald und Göttingen und wurde zum Dr. iur. promoviert. 1828 wurde er Referendar und 1831 Assessor am Kammergericht. 1832 war er Hilfsarbeiter im preußischen Justizministerium. 1833 wurde er Oberlandesgerichtsrat und 1835 Geheimer Justiz- und Ministerialrat im Justizministerium. 1844 wurde er Vizepräsident des Stettiner Oberlandesgerichts und 1850 Präsident des Appellationsgerichts Cöslin. Von 1857 bis zu seinem Tode war er Präsident des Appellationsgericht Breslau. 
1857 wurde er Mitglied der Schlesischen Gesellschaft für vaterländische Kultur. Er war Mitglied der Stettiner Freimaurerloge Drei goldene Anker zu Liebe und Treue.